# Werner Schaal
Werner Georg Hans Schaal (* 20. April 1934 in Berlin) ist ein deutscher Mathematiker. Er war Professor an der Philipps-Universität Marburg und dort langjähriger Präsident.

## Ausbildung und Beruf
Den Schulbesuch von 1940 bis 1954 schloss Werner Schaal am Realgymnasium in Oberursel mit dem Abitur ab. Danach nahm er ein Studium der Fächer Mathematik und Physik an der Universität Marburg auf, welches er an der Freien Universität in Berlin fortsetzte und 1959 mit dem Diplom-Examen in beiden Fächern an der Universität Göttingen abschloss. Während seiner Studienzeit in Marburg wohnte Schaal unter anderem im Collegium Philippinum der Hessischen Stipendiatenanstalt. Nach der Promotion (Dr. rer. nat) 1961 in Göttingen und Stationen an der Universität Bonn 1961–1962 und am Massachusetts Institute of Technology 1962–1964 kehrte er nach Marburg zurück, arbeitete dort als wissenschaftlicher Assistent und habilitierte 1964–1966 im Fach Mathematik. Er erhielt am 22. Juni 1966 die venia legendi für das Fach Mathematik. Nun war Schaal zunächst als Privatdozent an der Universität Marburg und von 1968 bis 1969 als visiting associate professor an der Michigan State University tätig. Von 1970 bis 1989 hatte Schaal schließlich in Marburg eine Professur am Fachbereich Mathematik und Informatik inne. Weiterhin war er in dieser Zeit dreimal Dekan des Fachbereichs, wurde 1989–1993 als Vizepräsident der Alma Mater Philippina tätig und übte ab 1994 bis zu seiner Pensionierung im Jahr 2000 das Amt des Universitätspräsidenten in Marburg aus.
Schaal engagierte sich darüber hinaus für eine akademische Zusammenarbeit der Philipps-Universität Marburg mit der Lucian-Blaga-Universität in Sibiu (Hermannstadt, Rumänien). Von 2000 bis 2012 hatte Schaal das Amt des Ehrenpräsidenten der Lucian-Blaga-Universität inne. Auch setzte er sich maßgeblich für die Einrichtung und Ausstattung der dortigen Universitätsbibliothek ein.

## Ehrungen
Schaal wurde am 25. Februar 2009 von Horst Köhler im Marburger Rathaus mit dem Bundesverdienstkreuz 1. Klasse ausgezeichnet. Die Auszeichnung würdigt die Arbeit Schaals als Präsident der Lucian-Blaga-Universität.
Außerdem wurde Schaal für weitere ehrenamtliche Tätigkeiten wie den Vorsitz im Beirat der Christoph-Dornier-Stiftung und die Arbeit in Gremien der Hochschulrektorenkonferenz ausgezeichnet.
Am 11. Dezember 2018 wurde Schaal vom rumänischen Präsidenten Klaus Johannis der Ordinul Naţional „Pentru Merit“ im Range eines Offiziers verliehen.
Werner Schaal wurden von mindestens drei akademischen Institutionen Ehrendoktorwürden verliehen.